# Julieta Ortega
Julieta Ortega Salazar (Buenos Aires, 6 de octubre de 1971) es una actriz argentina.

## Biografía
Palito Ortega y Evangelina Salazar se casaron en 1967. La boda fue transmitida por televisión. Tuvieron seis hijos: Martín, Sebastián, Julieta, Emanuel, Luis y Rosario. En 1985 la familia completa se trasladó a Miami para regresar recién cuando Palito se postuló para gobernador de Tucumán (ganó en 1991). 
En 1981 con tan solo 9 años de edad fue al concierto que el cantante Frank Sinatra hizo en Buenos Aires, invitado por Palito, a quien ella misma le entregó un ramo de rosas como agradecimiento.
Su carrera como actriz comenzó en la Argentina habiendo estudiado teatro en el Actor’s Studio de Los Ángeles.
En teatro fue parte del elenco de "El cartero", textos basados en la novela de Antonio Skármeta y de "Las sacrificadas", con Tina Serrano, entre otros Participó en otros espectáculos:".Desacuerdos" (Actriz) junto a Diego Gentile."Idénticos,2018 (actriz invitada), en el ciclo Teatro por la Identidad. En "Deseo"(actriz) con Juan gil Navarro, un espectáculo que participó en La noche de los Teatros. en Desangradas en glamour (actriz) y otros. 
En cine, protagonizó "Pequeños milagros" (1997), de Eliseo Subiela, y participó en "Animalada" (2000), de Sergio Bizzio; "La maestra normal" (1996); "24 horas (Algo está por explotar)" (1997).
Estuvo casada con el músico Iván Noble, ex Caballeros de la Quema, con quien tuvo un hijo.
En el año 2012, forma parte del elenco de la exitosa telecomedia Graduados, protagonizada por Nancy Dupláa y Daniel Hendler.
En el 2014 fue convocada para formar parte del elenco de Viudas e hijos del Rock & Roll, telecomedia protagonizada por Paola Barrientos y Damián De Santo, en donde interpretó a un personaje antagónico.

## Filmografías

### Cine
| Año  | Película                          | Personaje       |
| ---- | --------------------------------- | --------------- |
| 1993 | Atrapado por su pasado            | La moza (cameo) |
| 1996 | La maestra normal                 | Virginia        |
| 1997 | Pequeños milagros                 | Rosalia         |
| 1997 | 24 horas (Algo está por explotar) | Gabriela "Gaby" |
| 2001 | Animalada                         | Soledad         |
| 2011 | Rita y Li                         | Rita            |
| 2011 | Verano Maldito                    | Julieta         |
| 2012 | No te enamores de mí              | Alejandra       |

### Televisión
| Como actriz de televisión | Como actriz de televisión      | Como actriz de televisión | Como actriz de televisión    | Como actriz de televisión                |
| Año                       | Título                         | Canal                     | Personaje                    | Notas                                    |
| ------------------------- | ------------------------------ | ------------------------- | ---------------------------- | ---------------------------------------- |
| 1990                      | Amándote II                    | Telefe                    | Julieta "July"               | Rol recurrente                           |
| 1991                      | Amigos son los amigos          | Telefe                    | Alejandra                    | Rol secundario                           |
| 1993                      | De carencia y decencia         | Canal 9                   | Aura Molina                  | Coprotagonista                           |
| 1994                      | Alta comedia                   | Canal 9                   | Eva                          | Ep: "El álbum de la abuela"              |
| 1995                      | La hermana mayor               | Canal 13                  | Carolina                     | Rol secundario                           |
| 1995                      | Leandro Leiva, un soñador      | Canal 9                   | Nerea "La negra"             | Participación                            |
| 1996                      | Sueltos                        | Canal 13                  | Rocío                        | Rol secundario                           |
| 1996                      | Verdad consecuencia            | Canal 13                  | Nora                         | Rol secundario                           |
| 1997 - 1998               | Son o se hacen?                | Canal 9                   | Abril Dormann                | Protagonista                             |
| 1998                      | Los especiales de Doria        | Canal 13                  | Vera                         | Ep: "Los pulpos"                         |
| 1999                      | Drácula                        | América TV                | Luz                          | Participación                            |
| 1999 - 2000               | Buenos vecinos                 | Telefe                    | Paola "Poli"                 | Rol secundario                           |
| 2000                      | Vulnerables                    | Canal 13                  | Romina                       | Participación                            |
| 2001                      | El Hacker 2001                 | Telefe                    | María                        | Participación                            |
| 2001                      | 22, el loco                    | Canal 13                  | Natalia Rivel                | Rol secundario                           |
| 2002                      | Infieles                       | Telefe                    | Juana                        | Ep: "Sin límites"                        |
| 2002                      | Tiempo final                   | Telefe                    | Lucía "Lucy" Vega            | Ep: "El anzuelo"                         |
| 2003                      | Disputas                       | Telefe                    | Gloria Gomez                 | Protagonista                             |
| 2003                      | Sol negro                      | América TV                | Lara                         | Rol secundario                           |
| 2004                      | Los Roldán                     | Telefe                    | Luciana                      | Participación                            |
| 2005                      | Conflictos en red              | Telefe                    | Penelope                     | Ep: "Cazadores"                          |
| 2005                      | Doble vida                     | América TV                | Carla                        | Participación                            |
| 2006                      | El tiempo no para              | Canal 9                   | Julia Garayalde              | Protagonista                             |
| 2008                      | Aquí no hay quien viva         | Telefe                    | Lucía Panebianco             | Protagonista                             |
| 2008                      | Mujeres asesinas 4             | Canal 13                  | Marga                        | Ep: "Marga, víctima"                     |
| 2010                      | Lo que el tiempo nos dejó      | Telefe                    | Laura                        | Ep: "Los niños que escriben en el cielo" |
| 2011                      | Un año para recordar           | Telefe                    | Isabel Rojas / Isabel Grande | Rol estelar                              |
| 2012                      | Graduados                      | Telefe                    | Verónica "Vero" Diorio       | Rol secundario                           |
| 2014                      | La celebración                 | Telefe                    | Paula                        | Ep: "Funeral"                            |
| 2014 - 2015               | Viudas e hijos del rock & roll | Telefe                    | Sandra Cuevas                | Antagonista                              |
| 2015                      | Fronteras                      | Telefe                    | Marita Canevaro              | Rol secundario                           |
| 2016                      | Loco x vos                     | Telefe                    | Cinthia                      | Participación                            |
| 2016                      | Tierra de rufianes             | INCAA TV                  | Magdalena Sciko              | Protagonista                             |
| 2017 - 2018               | Un gallo para Esculapio        | Telefe / TNT              | Nancy                        | Rol secundario                           |
| 2022                      | El fin del amor                | Prime Video               | Natalia Luppa                | Ep: "Exploradores del amor"              |
| 2023                      | Procer                         | TV Pública                | Juana Azurduy                | Ep: "Juana Azurduy"                      |

### Otros trabajos
| Año  | Título   | Rol        | Notas                 | Canal        |
| ---- | -------- | ---------- | --------------------- | ------------ |
| 2014 | Nosotras | Conductora | Debut como conductora | Cosmopolitan |

## Teatro
| Obras de teatro | Obras de teatro          | Obras de teatro | Obras de teatro         | Obras de teatro           |
| Año             | Título                   | Personaje       | Director                | Teatro                    |
| --------------- | ------------------------ | --------------- | ----------------------- | ------------------------- |
| 1999-2000       | El cartero               | Beatriz         | Hugo Arana              | Teatro La Subasta         |
| 2000            | Desangradas en glamour   |                 | José María Muscari      | Teatro Picadilly          |
| 2004            | Belleza cruda            |                 | José María Muscari      | Ciudad Cultural Konex     |
| 2004            | Las sacrificadas         | Lidia           | Roberto Villanueva      | Teatro Nacional Cervantes |
| 2007            | Pichincha al 400         |                 | Silvio Rodríguez Molina | Chacarerean Teatre        |
| 2016            | Deseo                    | Ana             | Alejandra Ciurlanti     | Teatro Metropolitan Sura  |
| 2018            | Idénticos                |                 | Daniel Veronese         | Teatro El Nacional        |
| 2020            | Desacuerdos              |                 | Lorena Romanín          | Microteatro               |
| 2022            | Perdidamente             | Eleonora        | José María Muscari      | Multiteatro               |
| 2024            | S3x, viví tu experiencia | Julieta         | José María Muscari      | Gorriti Art Center        |